# كايل كونور
كايل كونور (بالإنجليزية: Kyle Connor)‏ هو لاعب هوكي الجليد أمريكي، ولد في 9 ديسمبر 1996 في بلدة شيلبي تشارتر في الولايات المتحدة.

## وصلات خارجية
- كايل كونور على موقع دوري الهوكي الوطني (الإنجليزية)
- كايل كونور على موقع EliteProspects.com (الإنجليزية)
- كايل كونور على موقع HockeyDB.com (الإنجليزية)
- كايل كونور على موقع Hockey-Reference.com (الإنجليزية)